# Malînivți, Camenița
Malînivți (în ucraineană Малинівці) este un sat în comuna Hrînciuk din raionul Camenița, regiunea Hmelnîțkîi, Ucraina.

## Demografie
Componența lingvistică a localității Malînivți
     Ucraineană (100%)
Conform recensământului din 2001, toată populația localității Malînivți era vorbitoare de ucraineană (100%).